# Геремек, Бронислав
Брони́слав Гере́мек (пол. Bronisław Geremek; 6 марта 1932, Варшава — 13 июля 2008, Любень) — польский политик и историк, лидер партии Союз свободы, Министр иностранных дел (1997—2000), Депутат Сейма (1989—2001), депутат Европарламента (2004—2008).

## Ранние годы
Из еврейской семьи (дед был магидом). Отец, торговец мехами и еврейский преподаватель Борис Левертов (пол. Borys Lewartow) погиб в Аушвице. Брониславу с матерью удалось бежать из Варшавского гетто и укрыться в семье польского католика Геремека, который позже женился на матери Бронислава.
- В 1954 году окончил исторический факультет Варшавского университета
- В 1956—1958 годах учился в аспирантуре в Сорбонне, в Практической школе высших исследований
- В 1960 году защитил кандидатскую диссертацию
- В 1972 году стал доктором Польской Академии Наук. Был специалистом по истории средних веков.

В 1950 году в возрасте 18 лет вступил в ПОРП; в 1968 году вышел из партии в знак протеста против вторжения в Чехословакию.
Жена (с 1952) — Ханна Геремек (1930—2004), историк.

## Диссидент
С 1970-х годов перешел в оппозицию режиму ПОРП. Преподавал на подпольных курсах оппозиции. Широкую известность получил в августе 1980 года, когда во время забастовки «Солидарности» приехал в Гданьск с выражением поддержки рабочим от польских интеллектуалов. В 1981 году был арестован, затем отпущен, но уволен с работы. Бронислав Геремек так объяснял причины своего участия в диссидентском движении:

Интеллигенция не может стоять в стороне: за право мыслить нужно бороться.

## Пик карьеры
В 1989 году принимал участие в т. н. «переговорах Круглого стола». Депутат Сейма X, I, II, III созывов (1989—1997). С 31 октября 1997 до июня 2000 года был министром иностранных дел при правительстве премьер-министра Ежи Бузека. В 2004 году, со вступлением Польши в Европейский союз, Бронислав Геремек стал депутатом Европарламента. 11 ноября 2002 года награждён Орденом Белого орла.
Был противником люстрации, в 2007 году отказался от заявления о том, сотрудничал ли он с коммунистической госбезопасностью.
Погиб в автокатастрофе 13 июля 2008 года (уснул за рулём). Был похоронен с государственными почестями. На похоронах присутствовали, среди прочих: Президент Польши Лех Качинский, Премьер-министр Польши Дональд Туск и бывший лидер «Солидарности» и Президент Польши Лех Валенса.

## Награды
- Орден Белого орла (2002)
- Большой крест ордена «За заслуги перед Итальянской Республикой» (2000) [3]
- Большой офицерский крест ордена «За заслуги перед ФРГ»
- Офицер ордена Почётного легиона (Франция)
- Великий офицер ордена Трёх звёзд (Латвия, 16 октября 2004 года)[4]
- Командор ордена Великого князя Литовского Гядиминаса (Литва, 18 июня 1997 года)[5]
- Памятный знак за личный вклад в развитие трансатлантических отношений Литвы и по случаю приглашения Литовской Республики в НАТО (12 февраля 2003 года, Литва)[6].